# Teratoneura isabellae
Teratoneura isabellae is een vlinder uit de familie Lycaenidae. De wetenschappelijke naam van de soort is voor het eerst geldig gepubliceerd in 1909 door Gerald Cecil Dudgeon.